# Otterville (Missouri)
Otterville – miasto w Stanach Zjednoczonych, w stanie Missouri, w hrabstwie Cooper.